# Kocień Wielki (gromada)
Kocień Wielki – dawna gromada, czyli najmniejsza jednostka podziału terytorialnego Polskiej Rzeczypospolitej Ludowej w latach 1954–1972.
Gromady, z gromadzkimi radami narodowymi (GRN) jako organami władzy najniższego stopnia na wsi, funkcjonowały od reformy reorganizującej administrację wiejską przeprowadzonej jesienią 1954 do momentu ich zniesienia z dniem 1 stycznia 1973, tym samym wypierając organizację gminną w latach 1954–1972.
Gromadę Kocień Wielki z siedzibą GRN w Kocieniu Wielkim utworzono – jako jedną z 8759 gromad na obszarze Polski – w powiecie pilskim w woj. poznańskim, na mocy uchwały nr 38/54 WRN w Poznaniu z dnia 5 października 1954. W skład jednostki wszedł obszar dotychczasowej gromady Kocień Wielki ze zniesionej gminy Dzierżążno Wielkie, obszar dotychczasowej gromady Biernatowo ze zniesionej gminy Siedlisko oraz obszar dotychczasowej gromady Kuźniczka ze zniesionej gminy Wieleń Północny – w tymże powiecie. Dla gromady ustalono 9 członków gromadzkiej rady narodowej.
Gromadę zniesiono 1 stycznia 1958, a jej obszar włączono do gromad: Siedlisko (miejscowości Biernatowo, Biernatówko, Młynek i Wielicz) i Dzierżążno Wielkie (miejscowości Kocieniec, Kocień Mały, Kocień Wielki, Kuźniczka, Nowy Młyn i Usypisko) w tymże powiecie.